# Andres Serrano

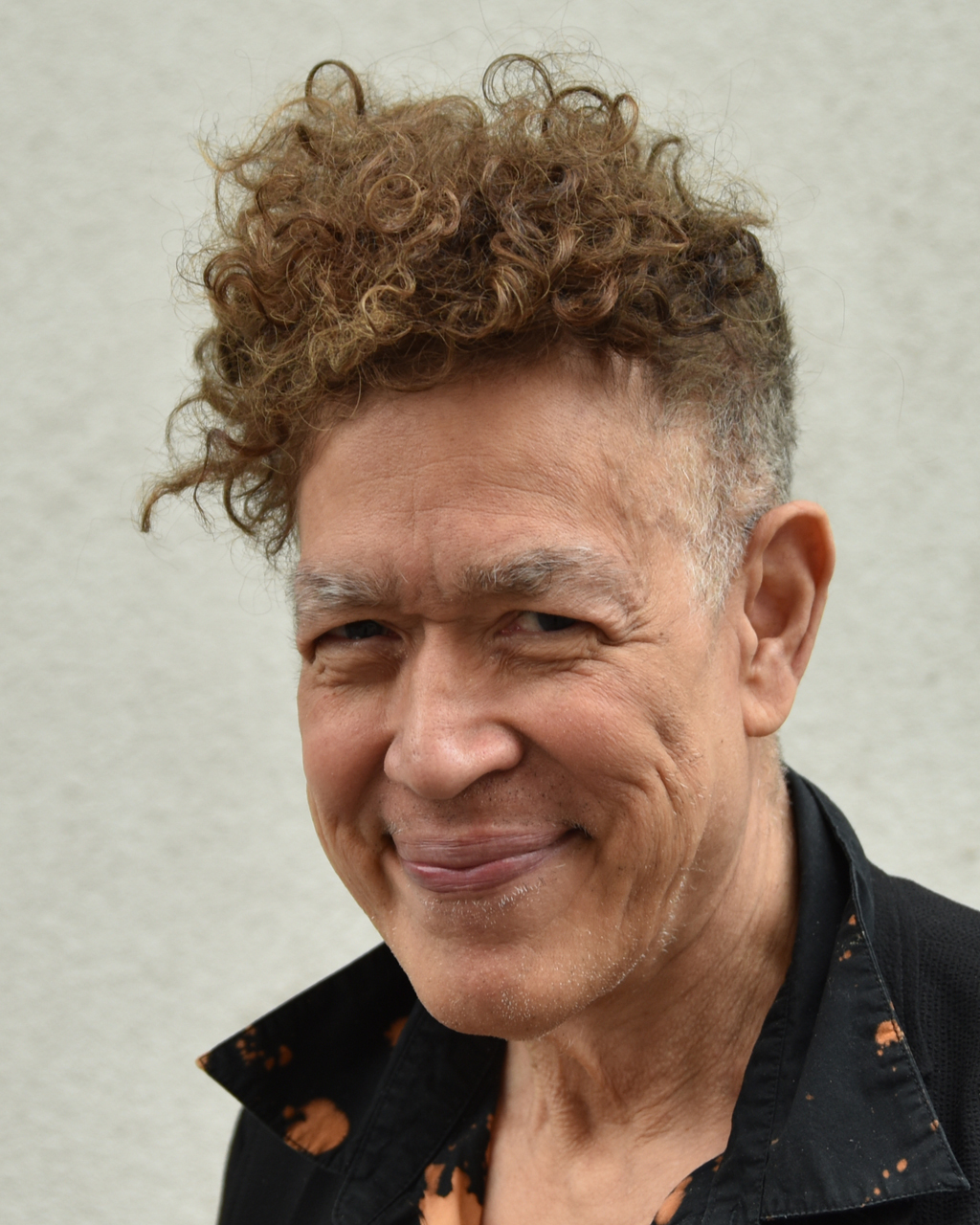
Andres Serrano (2023)

Andres Serrano (* 15. August 1950 in New York City) ist ein US-amerikanischer Fotokünstler, in dessen Arbeiten Religion und Sexualität eine wichtige Rolle spielen. Bekannt wurde er vor allem für die Verwendung von Körperflüssigkeiten, wie Blut, Urin und Sperma in seinen Werken sowie seine Fotografien von Leichen („The Morgue“, 1992).

## Leben
Serrano ist der Sohn eines honduranischen Immigranten und einer Mutter afrocubanischer Herkunft. Er wuchs in Williamsburg (Brooklyn) in einem durch die italienisch-amerikanischen Nachbarn streng katholisch geprägten Milieu auf. Er studierte von 1967 bis 1969 an der Brooklyn Museum of Art School. Vor seiner Karriere als Fotokünstler war er Maler und Bildhauer. Serrano lebt und arbeitet in New York.
Seine Arbeit wurde an vielen und an prestigeträchtigen Orten, wie der Episcopal Cathedral of Saint John the Divine in New York und dem Barbican Centre in London gezeigt. Andres Serrano wurde 2015 in New York zum Vollmitglied (NA) der National Academy of Design gewählt.

## Werke
Als eine seiner berühmtesten und zugleich kontroversesten Fotografien gilt „Piss Christ“ (1987), die ein Kruzifix in einem mit Urin gefüllten Plexiglasgefäß zeigt. Weitere Fotografien dieser Fotoserie zeigen klassische Statuetten, die von diversen Flüssigkeiten, wie Milch, Blut und Urin umhüllt sind.

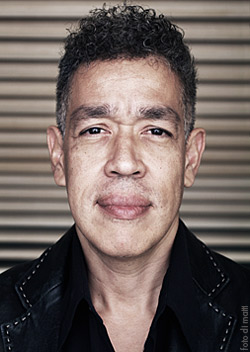
Andres Serrano porträtiert in der c/o Galerie in Berlin 2005

### The Morgue
Für seine Fotoserie „The Morgue“, die aus fünfzig Bildern besteht, begab sich Serrano in ein Leichenschauhaus, um Fotos von den Verstorbenen zu machen. Er tat dies zwar mit Wissen und Einverständnis eines Gerichtsmediziners, aber nicht der Angehörigen bzw. der Verstorbenen selbst. Deshalb sind die Leichen so porträtiert oder verhüllt bzw. ist der Bildausschnitt stets so klein gewählt, dass deren Identität nicht zu erkennen ist. So verraten auch die Titel der Bilder nicht den Namen, lediglich die Todesursache. Der Fokus seiner Kamera ist häufig auf Details gerichtet, auf Augen, Ohren, Mund und Wunden, aber auch Hände und Füße. Als Hintergrund wurde schwarzer Stoff verwendet.
Bis auf das Platzieren von Tüchern arrangierte Serrano die Leichen nicht, sondern beließ sie so, wie er sie vorfand. Trotzdem unterscheiden sich die Fotografien deutlich von der rein forensischen Pathologiefotografie, die klinisch und distanziert ist und nur eine rein technische Repräsentation darstellt. Serranos Bilder hingegen wirken viel persönlicher, subjektiver und zeugen von einer künstlerischen Perspektive. In den Fotografien bleiben weder Gewaltanwendungen und deren Spuren wie Wunden und Blut noch die Begleiterscheinungen des Todes verborgen. Serrano will nicht den unversehrten schönen toten Menschen zeigen, seine Intention war es auch nicht zu schockieren, sondern dem Betrachter einen Blick hinter die Kulissen zu gewähren, hinter denen sich jeder Mensch einmal wiederfindet.
Serranos künstlerische Fotografien von Leichen unterscheiden sich deutlich von der historischen Totenfotografie, die im eigenen Heim bzw. im Aufbahrungsraum stattfand und der Erinnerung an den Verstorbenen diente. Viel mehr werden hier andere Intentionen verfolgt, wie eine Auseinandersetzung mit dem Tod selbst.

### The Nomads (1990)
Diese Serie besteht aus Porträts von Obdachlosen in New York, die in einem improvisierten Fotostudio in der U-Bahn aufgenommen wurden. Wie der japanische Fotograf Manabu Yamanaka erhöht auch Serrano den sozialen Status der Abgebildeten, indem er sie in großen Aufnahmen unnatürlich hell beleuchtet. Im Gegensatz zu Yamanaka fotografierte Serrano aber in Innenräumen und konzentrierte sich auf schwarze Männer. Der Titel legt nahe, dass es sich um Nomaden, nicht wie bei Yamanaka um Weise handelt.

### Cover Art
Serrano ist für die Cover der beiden Metallica-Alben Load und ReLoad verantwortlich. Für ersteres verwendete er sein Ejakulat und Rinderblut, welches er unter eine Glasplatte presste. Für das zweite Werk verwendete er Urin und erneut Rinderblut.
Die Werke tragen die Namen „Blood and Semen III“ und „Blood and Urine“.